# Roberto Durán
Roberto Durán Samaniego (* 16. Juni 1951 in Panama-Stadt) ist ein ehemaliger Boxer aus Panama. Er begann seine Profikarriere 1968 im Alter von 16 Jahren und bestritt seinen letzten Kampf 2001 im Alter von 50 Jahren, was seine Karriere zu einer der längsten des Boxsports machte. Er boxte dabei in jedem Jahr, außer 1985 und 1990. Im Laufe seiner Karriere gewann er fünf Weltmeistertitel in vier Gewichtsklassen und besiegte unter anderem Jorge Fernando Castro, Iran Barkley, Sugar Ray Leonard, Esteban de Jesús, Ken Buchanan und Davey Moore.
1999 wurde er von Associated Press zum besten Leichtgewichtsboxer des 20. Jahrhunderts und 2001 vom Ring Magazine zum besten Leichtgewichtler aller Zeiten gewählt. 2007 fand er Aufnahme in die International Boxing Hall of Fame.

## Privates und Sonstiges
Er wurde am 16. Juni 1951 im Stadtteil El Chorillo von Panama-Stadt geboren. Die von Durán in seiner Glanzzeit ausgehende Aura ist Gegenstand des Liedes The Eyes of Roberto Duran des amerikanischen Singer-Songwriters Tom Russell. 1986 übernahm er eine kleine Rolle in der Folge Schuld um Schuld in der Fernseh-Serie Miami Vice.
Seit dem Ende seiner Profilaufbahn betreibt Durán das Restaurant „La Tasca de Duran“ in Panama-Stadt. Duráns Tochter Irichelle ist professionelle Boxerin.
Zu seinen besten Zeiten brachte er gute Schlagkraft, ein hartes Kinn, stets unterschätzte boxerische Fähigkeiten, vor allem aber eine unvergleichliche Intensität mit in den Ring, die ihn zu einem Publikumsliebling machte.
Man nannte ihn „Mano de Piedra“ (Steinerne Hand), weil er im Alter von 14 Jahren angeblich ein Pferd mit einem Schlag KO geschlagen hatte. Diese Geschichte sollte man zwar mit Vorsicht genießen, aber solcherlei Anekdoten gehören bei der Boxlegende Durán einfach dazu. Eine weitere Anekdote bezieht sich auf die wilde und aggressive Ausstrahlung Duráns. Auf die Frage, ob Durán ihn an jemanden erinnerte, soll Joe Frazier, der ehemalige Weltmeister im Schwergewicht, geantwortet haben: „Ja, an Charles Manson“. Außerdem gab Al Pacino in einem Interview an, dass Durán ihn für seine Rolle in Brian de Palmas „Scarface“ als unvergesslichen Tony Montana inspiriert hatte. „Er hat so eine Art, einen Löwen in sich, die ich für die Rolle sehr passend fand.“
Der 2016 veröffentlichte Film Hands of Stone – Fäuste aus Stein vollzieht die Boxkarriere von Durán nach. Er wird von Édgar Ramírez dargestellt.

## Profikarriere
Seinen ersten Profikampf hatte er am 23. Februar 1968. Er gewann den Leichtgewichtstitel im Juni 1972, als er den schottischen Konterboxer Ken Buchanan im Madison Square Garden in New York besiegte und den Titel der WBA im Leichtgewicht gewann.
Der zweite prominente Gegner Duráns im Leichtgewicht war der Puerto-Ricaner Esteban de Jesús, der ihn in einem Nichttitelkampf 1972 zu Boden schickte und nach Punkten schlug, aber zwei WM-Kämpfe später gegen Durán durch KO verlor.
Durán machte zwölf erfolgreiche Titelverteidigungen, bevor er im Februar 1979 den Titel niederlegte, um im Weltergewicht die Weltmeisterschaft zu gewinnen.
Im Madison Square Garden von New York, wo Durán schon mehrmals aufgetreten war, schlug er zunächst einen Ex-Weltmeister dieser Klasse, den Mexikaner Carlos Palomino. Im Juni 1980 besiegte er in Montréal sensationell den US-amerikanischen Olympiasieger und Medienliebling Sugar Ray Leonard, wo dieser 1976 eine olympische Goldmedaille erkämpft hatte. Leonard musste sich nach einem großen Kampf über fünfzehn Runden durch einstimmige Punktentscheidung geschlagen geben. Dieser Kampf wird von Boxhistorikern zu den besten Kämpfen des Jahrhunderts gezählt, auch wenn Leonard den Fehler gemacht hatte, mit dem vermeintlich körperlich unterlegenen Durán in der Halbdistanz abtauschen zu wollen.
Bereits im November des gleichen Jahres gab es einen Rückkampf in New Orleans. Durán, der in den Wochen vor dem Kampf sehr viel Gewicht abkochen musste, gab zum Entsetzen seiner Fans in der achten Runde auf, weil er mit Leonards Stilwechsel zu konsequentem Konterboxen nicht zurechtkam und sich außerdem durch dessen Showeinlagen verhöhnt fühlte. Dieser Kampf wurde als der so genannte „No Más!“-Kampf bekannt und Durán erklärte zunächst seinen Rücktritt vom Boxsport.
Er brauchte einige Zeit, um sich von diesem Debakel zu erholen und legte mehr Gewicht zu, weil er in seinem Comeback-Versuch anschließend um den Weltmeistertitel im Halbmittelgewicht kämpfen wollte. Seinen ersten Kampf um den WBC-Titel in dieser Gewichtsklasse verlor er am 30. Januar 1982 in Las Vegas gegen den puerto-ricanischen Defensivspezialisten Wilfred Benitez nach Punkten.
Daraufhin verlor er überraschend gegen den international relativ unbekannten Engländer Kirkland Laing. Man glaubte zu diesem Zeitpunkt, die große Karriere des Roberto Durán sei bereits beendet und sein Promoter Don King gab ihm den Laufpass. Nach einem Punktsieg über Jimmy Batten in Miami schloss Durán einen Vertrag mit dem Promoter Bob Arum, dem großen Konkurrenten von King im amerikanischen Boxgeschäft. Das war der Beginn eines großartigen Comebacks, in dem er zunächst in Los Angeles den hart schlagenden mexikanischen Ex-Weltmeister Pipino Cuevas nach vier Runden KO schlug. Dadurch erhielt er zum zweiten Mal die Gelegenheit, um den Halbmittelgewichtstitel zu kämpfen, diesmal gegen den ungeschlagenen, aber unerfahrenen WBA-Weltmeister Davey Moore. Durán gewann seinen dritten Titel am 16. Juni 1983, indem er an seinem 32. Geburtstag im Madison Square Garden von New York, Davey Moore in einem unglaublich brutalen und einseitigen Kampf in der achten Runde durch technischen KO besiegte, bzw. förmlich massakrierte. Durán war von seinem Comebackerfolg und von der Unterstützung der großen lateinamerikanischen Fangemeinde in New York dermaßen überwältigt, dass er nach dem Kampf im Ring vor Glück weinte. Sugar Ray Leonard, der für das Fernsehen live kommentiert hatte, gratulierte Durán im Ring zu dessen großem Erfolg.
Durán war nun wieder auf dem Höhepunkt seiner Popularität angelangt, doch er gab sich damit nicht zufrieden, sondern wollte nun das eigentlich Unmögliche erreichen. Im November 1983 kämpfte er in Las Vegas um den Mittelgewichtstitel gegen den als unschlagbar geltenden Marvin Hagler, verlor aber nach guter Leistung über fünfzehn Runden nach Punkten. Der als bedingungsloser Kämpfer geltende Durán hatte Hagler durch seine eher defensive Taktik überrascht und hatte sich auf den Zetteln der Punktrichter bis zum Ende der dreizehnten Runde eine Chance auf den Punktsieg erkämpft, musste sich aber letztlich der physischen Überlegenheit des waschechten Mittelgewichtlers Hagler beugen. Dennoch war Durán der erste von acht Herausforderern, der mit Hagler über die volle Zeit gegangen war, und dieser musste sich nach seinem Auftritt von den Boxjournalisten herbe Kritik gefallen lassen.
Im Juni 1984 wurde Durán von der WBA der Halbmittelgewichtstitel aberkannt, weil sie nicht mit seinem Kampf gegen den WBC-Weltmeister Thomas Hearns einverstanden war. Durán ging in dem Kampf bereits in der zweiten Runde zum einzigen Mal in seiner langen Karriere schwer KO.
Trotz dieses herben Rückschlags versuchte Durán erneut, sich in den nächsten Jahren in den Weltranglisten nach oben zu arbeiten. Erst 1989 hatte Durán wieder einen Titelkampf, in dem er im Februar den Weltmeister im Mittelgewicht Iran Barkley niederschlug und in einem der dramatischsten Kämpfe der 80er Jahre in Atlantic City nach Punkten besiegte. Durán galt vor dem Kampf zwar als krasser Außenseiter, gewann diesen Kampf aber mit Hilfe seines stets unterschätzten boxerischen Könnens gegen den einen Kopf größeren und wesentlich schwereren Barkley. Ironischerweise hatte sich Barkley zuvor den Titel durch einen Knockout gegen Thomas Hearns erkämpft, den er einige Jahre später ein zweites Mal nach Punkten schlug.
Den WM-Titel behielt der bereits 38-jährige Durán jedoch nicht lange, sondern kämpfte im Dezember 1989 um den Titel im Supermittelgewicht zum dritten Mal gegen seinen Erzfeind Sugar Ray Leonard. Die Chance zur Revanche kam für Durán allerdings zu spät: in einem äußerst enttäuschendem und aktionsarmen Kampf wurde er wie im zweiten Kampf deklassiert, gab aber diesmal nicht vorzeitig auf.
Nach 1989 gewann er nur noch einen Kampf gegen einen hochangesehenen Gegner, nämlich 1997 gegen den Argentinier Jorge Fernando Castro in Panama. Durán war in den 1990er Jahren sichtbar auf dem absteigenden Ast. Er kämpfte 1994 und 1995 gegen den Italoamerikaner Vinny Pazienza um den unbedeutenden Supermittelgewichtstitel der IBC und 1996 gegen den schrillen Hector Camacho Sr. um den Mittelgewichtstitel des gleichen Verbands.
Aufgrund von finanziellen Problemen war Durán dennoch gezwungen, weiterzuboxen. Nach einer schnellen KO-Niederlage gegen William Joppy um den Weltmeistertitel der WBA 1998 gab Durán, der zu diesem Zeitpunkt nur noch ein Schatten vergangener Tage war, mit bereits siebenundvierzig Jahren seinen Rückzug aus dem Boxsport bekannt. 1999 kehrte er jedoch wieder in den Ring zurück.
Im Juni 2000 gewann er einen Pseudotitel (NBA) im Supermittelgewicht gegen den Durchschnittsboxer Pat Lawlor, verlor ihn aber sofort wieder an Hector Camacho, wie Durán mittlerweile ein Ex-Star, der seine besten Zeiten bereits weit hinter sich hatte.
Schließlich ging Durán nach Argentinien und warb für eine CD mit Salsa-Musik, die er kurz zuvor aufgenommen hatte. Währenddessen erlitt er einen schweren Verkehrsunfall und nur eine Operation konnte ihm das Leben retten. Danach gab er im Alter von 52 Jahren seinen endgültigen Rückzug vom Boxen bekannt.
Duráns fünf Weltmeisterschaftsgürtel wurden 1993 aus seinem Haus in Panama gestohlen und es stellte sich heraus, dass sein Schwager der Täter war. Andenkenhändler Gonzalez Baez verkaufte diese Gürtel an undercover arbeitende FBI-Agenten. Er gab an, Durán hätte ihn dazu beauftragt, weil er finanzielle Schwierigkeiten hatte. Im September 2003 ordnete ein Richter an, dass die Gürtel an Durán zurückgegeben werden sollten.
Roberto Durán ist eines der großen lateinamerikanischen Sportidole und gilt bei Boxhistorikern als einer der zehn größten Boxer aller Zeiten. Durch den Gewinn von Weltmeistertiteln in vier verschiedenen Gewichtsklassen befindet sich Durán in einer exklusiven Gruppe von Boxern, die in mehr als einer Gewichtsklasse Weltmeister werden konnten. 2007 fand er Aufnahme in die International Boxing Hall of Fame.

## Erfolge
- Amateurbilanz: 13 Siege-3 Niederlagen
- Profibilanz: 103 Siege-16 Niederlagen

- 26. Juni 1972: WBA-Weltmeister im Leichtgewicht (12 Titelverteidigungen)
- 21. Januar 1978: WBC-Weltmeister im Leichtgewicht
- 20. Juni 1980: WBC-Weltmeister im Weltergewicht (1 Titelverteidigung)
- 16. Juni 1983: WBA-Weltmeister im Halbmittelgewicht
- 24. Februar 1989: WBC-Weltmeister im Mittelgewicht

## Liste der Profikämpfe
| 103 Siege (70 K.o.-Siege), 16 Niederlagen (4 K.o.-Niederlagen), 0 Unentschieden |               |                                                                         |                                                                                          |                                                    |
| Jahr                                                                            | Tag           | Ort                                                                     | Gegner                                                                                   | Ergebnis für Durán                                 |
| 1968                                                                            | 23. Februar   | Arena de Colon, Colón, Panama                                           | Carlos Mendoza                                                                           | Punktesieg (einstimmig)/4 Runden                   |
| 1968                                                                            | 14. Mai       | Colón, Panama                                                           | Juan Gondola                                                                             | Sieg/KO 1. Runde                                   |
| 1968                                                                            | 15. Juni      | Arena de Colon, Colón, Panama                                           | Manuel Jiménez                                                                           | Sieg/KO 1. Runde                                   |
| 1968                                                                            | 30. Juni      | Gimnasio Neco de la Guardia, Panama-Stadt, Panama                       | Eduardo Morales                                                                          | Sieg/KO 1. Runde                                   |
| 1968                                                                            | 10. August    | Panama-Stadt, Panama                                                    | Enrique Jacobo                                                                           | Sieg/KO 1. Runde                                   |
| 1968                                                                            | 25. August    | Gimnasio Neco de la Guardia, Panama-Stadt, Panama                       | Leroy Carghill                                                                           | Sieg/KO 1. Runde                                   |
| 1968                                                                            | 22. September | Gimnasio Neco de la Guardia, Panama-Stadt, Panama                       | Panama Cesar De Leon                                                                     | Sieg/KO 1. Runde                                   |
| 1968                                                                            | 16. November  | Arena de Colon, Colón, Panama                                           | Juan Gondola                                                                             | Sieg/KO 2. Runde                                   |
| 1968                                                                            | 7. Dezember   | Gimnasio Neco de la Guardia, Panama-Stadt, Panama                       | Carlos Howard                                                                            | Sieg/TKO 1. Runde                                  |
| 1969                                                                            | 19. Januar    | Gimnasio Neco de la Guardia, Panama-Stadt, Panama                       | Alberto Brand                                                                            | Sieg/TKO 4. Runde                                  |
| 1969                                                                            | 1. Februar    | Estadio Nacional de Panamá, Panama-Stadt, Panama                        | Eduardo Frutos                                                                           | Punktesieg (einstimmig)/6 Runden                   |
| 1969                                                                            | 18. Mai       | Gimnasio Neco de la Guardia, Panama-Stadt, Panama                       | Jacinto Garcia                                                                           | Sieg/TKO 4. Runde                                  |
| 1969                                                                            | 22. Juni      | Gimnasio Neco de la Guardia, Panama-Stadt, Panama                       | Adolfo Osses                                                                             | Sieg/TKO 7. Runde                                  |
| 1969                                                                            | 21. September | Gimnasio Neco de la Guardia, Panama-Stadt, Panama                       | Serafin Garcia                                                                           | Sieg/TKO 5. Runde                                  |
| 1969                                                                            | 23. November  | Gimnasio Neco de la Guardia, Panama-Stadt, Panama                       | Luis Patino                                                                              | Sieg/TKO 8. Runde                                  |
| 1970                                                                            | 28. März      | Mexiko-Stadt, Mexiko                                                    | Felipe Torres                                                                            | Punktesieg (einstimmig)/10 Runden                  |
| 1970                                                                            | 23. November  | Gimnasio Nuevo Panama, Panama-Stadt, Panama                             | Ernesto Marcel                                                                           | Sieg/TKO 10. Runde                                 |
| 1970                                                                            | 18. Juli      | Arena de Colon, Colón, Panama                                           | Clemente Mucino                                                                          | Sieg/KO 6. Runde                                   |
| 1970                                                                            | 5. September  | Gimnasio Municipal, Puerto Armuelles, Chiriquí, Panama                  | Marvin Castaneda                                                                         | Sieg/KO 1. Runde                                   |
| 1970                                                                            | 18. Oktober   | Gimnasio Nuevo Panama, Panama-Stadt, Panama                             | Ignacio Castaneda                                                                        | Sieg/TKO 3. Runde                                  |
| 1971                                                                            | 10. Januar    | Toreo de Monterrey, Monterrey, Nuevo León, Mexiko                       | Jose Angel Herrera                                                                       | Sieg/KO 6. Runde                                   |
| 1971                                                                            | 21. März      | Gimnasio Nuevo Panama, Panama-Stadt, Panama                             | Jose Acosta                                                                              | Sieg/KO 1. Runde                                   |
| 1971                                                                            | 29. Mai       | Gimnasio Nuevo Panama, Panama-Stadt, Panama                             | Lloyd Marshall                                                                           | Sieg/TKO 6. Runde                                  |
| 1971                                                                            | 18. Juli      | Monterrey, Nuevo León, Mexiko                                           | Fermin Soto                                                                              | Sieg/TKO 3. Runde                                  |
| 1971                                                                            | 13. September | Madison Square Garden, New York City, New York, USA                     | Benny Huertas                                                                            | Sieg/TKO 1. Runde                                  |
| 1971                                                                            | 16. Oktober   | Gimnasio Nuevo Panama, Panama-Stadt, Panama                             | Hiroshi Kobayashi                                                                        | Sieg/KO 7. Runde                                   |
| 1972                                                                            | 15. Januar    | Gimnasio Nuevo Panama, Panama-Stadt, Panama                             | Angel 'Robinson' Garcia                                                                  | Punktesieg (einstimmig)/10 Runden                  |
| 1972                                                                            | 10. März      | Gimnasio Nuevo Panama, Panama-Stadt, Panama                             | Francisco Munoz                                                                          | Sieg/TKO 1. Runde                                  |
| 1972                                                                            | 26. Juni      | Madison Square Garden, New York, USA                                    | Ken Buchanan WBA-Leichtgewicht-Weltmeisterschaft                                         | Sieg/TKO 13. Runde                                 |
| 1972                                                                            | 2. September  | Gimnasio Nuevo Panama, Panama-Stadt, Panama                             | Greg Potter                                                                              | Sieg/KO 1. Runde                                   |
| 1972                                                                            | 28. Oktober   | Gimnasio Nuevo Panama, Panama-Stadt, Panama                             | Lupe Ramirez                                                                             | Sieg/KO 1. Runde                                   |
| 1972                                                                            | 17. November  | Madison Square Garden, New York, USA                                    | Esteban de Jesús                                                                         | Punkteniederlage (einstimmig)/10 Runden            |
| 1973                                                                            | 20. Januar    | Gimnasio Nuevo Panama, Panama-Stadt, Panama                             | Jimmy Robertson WBA-Leichtgewicht-Titelverteidigung                                      | Sieg/KO 5. Runde                                   |
| 1973                                                                            | 22. Februar   | Grand Olympic Auditorium, Los Angeles, Kalifornien, USA                 | Juan Medina                                                                              | Sieg/KO 7. Runde                                   |
| 1973                                                                            | 17. März      | Los Angeles Memorial Sports Arena, Los Angeles, Kalifornien, USA        | Javier Ayala                                                                             | Punktesieg (einstimmig)/10 Runden                  |
| 1973                                                                            | 14. April     | Gimnasio Nuevo Panama, Panama-Stadt, Panama                             | Gerardo Ferrat                                                                           | Sieg/TKO 2. Runde                                  |
| 1973                                                                            | 2. Juni       | Gimnasio Nuevo Panama, Panama-Stadt, Panama                             | Hector Thompson WBA-Leichtgewicht-Titelverteidigung                                      | Sieg/TKO 8. Runde                                  |
| 1973                                                                            | 4. August     | Roberto Clemente Coliseum, Hato Rey, Puerto Rico                        | Doc McClendon                                                                            | Punktesieg (einstimmig)/10 Runden                  |
| 1973                                                                            | 8. September  | Gimnasio Nuevo Panama, Panama-Stadt, Panama                             | Guts Ishimatsu WBA-Leichtgewicht-Titelverteidigung                                       | Sieg/TKO 10. Runde                                 |
| 1973                                                                            | 1. Dezember   | Gimnasio Nuevo Panama, Panama-Stadt, Panama                             | Tony Garcia                                                                              | Sieg/KO 3. Runde                                   |
| 1974                                                                            | 21. Januar    | Palais des Sports, Paris, Frankreich                                    | Leonard Tavarez                                                                          | Sieg/TKO 4. Runde                                  |
| 1974                                                                            | 16. Februar   | Gimnasio Nuevo Panama, Panama-Stadt, Panama                             | Armando Mendoza                                                                          | Sieg/TKO 3. Runde                                  |
| 1974                                                                            | 16. März      | Gimnasio Nuevo Panama, Panama-Stadt, Panama                             | Esteban de Jesús WBA-Leichtgewicht-Titelverteidigung                                     | Sieg/KO 11. Runde                                  |
| 1974                                                                            | 6. Juli       | Gimnasio Nuevo Panama, Panama-Stadt, Panama                             | Flash Gallego                                                                            | Sieg/TKO 7. Runde                                  |
| 1974                                                                            | 2. September  | Roberto Clemente Coliseum, Hato Rey, Puerto Rico                        | Hector Matta                                                                             | Punktesieg (einstimmig)/10 Runden                  |
| 1974                                                                            | 31. Oktober   | Gimnasio Eddie Cortez, San José, Costa Rica                             | Jose Vasquez                                                                             | Sieg/KO 2. Runde                                   |
| 1974                                                                            | 16. November  | Gimnasio Nuevo Panama, Panama-Stadt, Panama                             | Adalberto Vanegas                                                                        | Sieg/KO 1. Runde                                   |
| 1974                                                                            | 21. Dezember  | Plaza de Toros El Zapote, San José, Costa Rica                          | Masataka Takayama WBA-Leichtgewicht-Titelverteidigung                                    | Sieg/KO 1. Runde                                   |
| 1975                                                                            | 15. Februar   | Gimnasio Nuevo Panama, Panama-Stadt, Panama                             | Andres Salgado                                                                           | Sieg/KO 1. Runde                                   |
| 1975                                                                            | 12. März      | Gimnasio Nuevo Panama, Panama-Stadt, Panama                             | Ray Lampkin WBA-Leichtgewicht-Titelverteidigung                                          | Sieg/KO 14. Runde                                  |
| 1975                                                                            | 3. Juni       | Miami Beach Convention Center, Miami Beach, USA                         | Jose Peterson                                                                            | Sieg/TKO 1. Runde                                  |
| 1975                                                                            | 2. August     | Roberto Clemente Stadium, Managua, Nicaragua                            | Pedro Mendoza                                                                            | Sieg/KO 1. Runde                                   |
| 1975                                                                            | 13. September | Gimnasio Jose D. Crespo, Chitré, Panama                                 | Alirio Acuna                                                                             | Sieg/KO 3. Runde                                   |
| 1975                                                                            | 30. September | Nassau Coliseum, Hempstead (New York), USA                              | Edwin Viruet                                                                             | Punktesieg (einstimmig)/10 Runden                  |
| 1975                                                                            | 20. Dezember  | Roberto Clemente Coliseum, Hato Rey, Puerto Rico                        | Leoncio Ortiz WBA-Leichtgewicht-Titelverteidigung                                        | Sieg/KO 15. Runde                                  |
| 1976                                                                            | 4. Mai        | Miami Beach, USA                                                        | Saoul Mamby                                                                              | Punktesieg (einstimmig)/10 Runden                  |
| 1976                                                                            | 23. Mai       | Erie County Field House, Erie, Pennsylvania, USA                        | Lou Bizzarro WBA-Leichtgewicht-Titelverteidigung                                         | Sieg/KO 14. Runde                                  |
| 1976                                                                            | 31. Juli      | Gimnasio Nuevo Panama, Panama-Stadt, Panama                             | Emiliano Villa                                                                           | Sieg/TKO 7. Runde                                  |
| 1976                                                                            | 15. September | Hollywood Sportatorium, Hollywood, Florida, USA                         | Alvaro Rojas WBA-Leichtgewicht-Titelverteidigung                                         | Sieg/TKO 1. Runde                                  |
| 1977                                                                            | 29. Januar    | Fontainebleau Miami Beach, Miami Beach, USA                             | Vilomar Fernandez WBA-Leichtgewicht-Titelverteidigung                                    | Sieg/KO 13. Runde                                  |
| 1977                                                                            | 16. Mai       | Capital Centre, Landover, USA                                           | Javier Muniz WBA-Leichtgewicht-Titelverteidigung                                         | Punktesieg (einstimmig)/10 Runden                  |
| 1977                                                                            | 6. August     | Gimnasio Nuevo Panama, Panama-Stadt, Panama                             | Bernardo Diaz                                                                            | Sieg/KO 1. Runde                                   |
| 1977                                                                            | 17. September | Philadelphia Spectrum, Philadelphia, USA                                | Edwin Viruet WBA-Leichtgewicht-Titelverteidigung                                         | Punktesieg (einstimmig)/15 Runden                  |
| 1978                                                                            | 21. Januar    | Caesars Palace, Las Vegas, USA                                          | Esteban de Jesús WBA-Leichtgewicht-Titelverteidigung WBC-Leichtgewicht-Weltmeisterschaft | Sieg/TKO 12. Runde                                 |
| 1978                                                                            | 27. April     | Madison Square Garden, New York, USA                                    | Adolfo Viruet                                                                            | Punktesieg (einstimmig)/10 Runden                  |
| 1978                                                                            | 1. September  | Gimnasio Nuevo Panama, Panama-Stadt, Panama                             | Ezequiel Obando                                                                          | Sieg/KO 2. Runde                                   |
| 1978                                                                            | 8. Dezember   | Madison Square Garden, New York, USA                                    | Monroe Brooks                                                                            | Sieg/KO 8. Runde                                   |
| 1979                                                                            | 8. April      | Caesars Palace, Las Vegas, USA                                          | Jimmy Heair                                                                              | Punktesieg (einstimmig)/10 Runden                  |
| 1979                                                                            | 22. Juni      | Madison Square Garden, New York, USA                                    | Carlos Palomino                                                                          | Punktesieg (einstimmig)/10 Runden                  |
| 1979                                                                            | 28. September | Caesars Palace, Las Vegas, USA                                          | Zeferino Gonzalez                                                                        | Punktesieg (einstimmig)/10 Runden                  |
| 1980                                                                            | 13. Januar    | Caesars Palace, Las Vegas, USA                                          | Joseph Nsubuga                                                                           | Sieg/TKO 4. Runde                                  |
| 1980                                                                            | 24. Februar   | Tropicana Las Vegas, Las Vegas, USA                                     | Wellington Wheatley                                                                      | Sieg/TKO 6. Runde                                  |
| 1980                                                                            | 20. Juni      | Olympiastadion Montreal, Montreal, Kanada                               | Sugar Ray Leonard WBC-Weltergewicht-Weltmeisterschaft                                    | Punktesieg (einstimmig)/15 Runden                  |
| 1980                                                                            | 25. November  | Louisiana Superdome, New Orleans, Louisiana, USA                        | Sugar Ray Leonard WBC-Weltergewicht-Titelverteidigung                                    | Niederlage/TKO 8. Runde                            |
| 1981                                                                            | 9. August     | Public Auditorium, Cleveland, Ohio, USA                                 | Nino Gonzalez                                                                            | Punktesieg (einstimmig)/10 Runden                  |
| 1981                                                                            | 26. September | Caesars Palace, Las Vegas, USA                                          | Luigi Minchillo                                                                          | Punktesieg (einstimmig)/10 Runden                  |
| 1982                                                                            | 30. Januar    | Caesars Palace, Las Vegas, USA                                          | Wilfred Benitez WBC-Leicht Mittelgewicht-Weltmeisterschaft                               | Punkteniederlage (einstimmig)/15 Runden            |
| 1982                                                                            | 4. September  | Cobo Center, Detroit, Michigan, USA                                     | Kirkland Laing                                                                           | Punkteniederlage (Mehrheitsentscheidung)/10 Runden |
| 1982                                                                            | 12. November  | Orange Bowl Stadium, Miami, Florida, USA                                | Jimmy Batten                                                                             | Punktesieg (einstimmig)/10 Runden                  |
| 1983                                                                            | 29. Januar    | Los Angeles Memorial Sports Arena, Los Angeles, Kalifornien, USA        | José Cuevas                                                                              | Sieg/TKO 4. Runde                                  |
| 1983                                                                            | 16. Juni      | Madison Square Garden, New York, USA                                    | Davey Moore WBA-Leicht Mittelgewicht-Weltmeisterschaft                                   | Sieg/TKO 8. Runde                                  |
| 1983                                                                            | 10. November  | Caesars Palace, Las Vegas, USA                                          | Marvin Hagler WBA/WBC/IBF-Mittelgewicht-Weltmeisterschaft                                | Punkteniederlage (einstimmig)/15 Runden            |
| 1984                                                                            | 15. Juni      | Caesars Palace, Las Vegas, USA                                          | Thomas Hearns WBC-Leicht Mittelgewicht-Weltmeisterschaft                                 | Niederlage/KO 2. Runde                             |
| 1986                                                                            | 31. Januar    | Gimnasio Nuevo Panama, Panama-Stadt, Panama                             | Manuel Zambrano                                                                          | Sieg/KO 2. Runde                                   |
| 1986                                                                            | 18. April     | Gimnasio Nuevo Panama, Panama-Stadt, Panama                             | Jorge Suero                                                                              | Sieg/KO 2. Runde                                   |
| 1986                                                                            | 23. Juni      | Caesars Palace, Las Vegas, USA                                          | Robbie Sims                                                                              | Punkteniederlage (Mehrheitsentscheidung)/10 Runden |
| 1987                                                                            | 16. Mai       | Miami Beach Convention Center, Miami Beach, Florida, USA                | Victor Claudio                                                                           | Punktesieg (einstimmig)/10 Runden                  |
| 1987                                                                            | 12. September | Knight International Center, Miami Beach, Florida, USA                  | Juan Carlos Giménez Ferreyra                                                             | Punktesieg (einstimmig)/10 Runden                  |
| 1988                                                                            | 5. Februar    | Boardwalk Hall, Atlantic City, New Jersey, USA                          | Ricky Stackhouse                                                                         | Punktesieg (einstimmig)/10 Runden                  |
| 1988                                                                            | 14. April     | Tropicana Casino & Resort Atlantic City, Atlantic City, New Jersey, USA | Paul Thorn                                                                               | Sieg/Aufgabe 6. Runde                              |
| 1988                                                                            | 1. Oktober    | International Amphitheatre, Chicago, Illinois, USA                      | Jeff Lanas                                                                               | Punktesieg (Mehrheitsentscheidung)/10 Runden       |
| 1989                                                                            | 24. Februar   | Boardwalk Hall, Atlantic City, New Jersey, USA                          | Iran Barkley WBC-Mittelgewicht-Weltmeisterschaft                                         | Punktesieg (Mehrheitsentscheidung)/12 Runden       |
| 1989                                                                            | 7. Dezember   | The Mirage, Las Vegas, USA                                              | Sugar Ray Leonard WBC-Super Mittelgewicht-Weltmeisterschaft                              | Punkteniederlage (einstimmig)/12 Runden            |
| 1991                                                                            | 18. März      | The Mirage, Las Vegas, USA                                              | Pat Lawlor                                                                               | Niederlage/TKO 6. Runde                            |
| 1992                                                                            | 30. September | Buffalo Memorial Auditorium, Buffalo, New York, USA                     | Tony Biglen                                                                              | Punktesieg (einstimmig)/10 Runden                  |
| 1992                                                                            | 17. Dezember  | Cleveland, Ohio, USA                                                    | Ken Hulsey                                                                               | Sieg/KO 2. Runde                                   |
| 1993                                                                            | 29. Juni      | Hollywood Casino, Bay St. Louis, Mississippi, USA                       | Jacques LeBlanc                                                                          | Punktesieg (einstimmig)/10 Runden                  |
| 1993                                                                            | 17. August    | Hollywood Casino, Bay St. Louis, Mississippi, USA                       | Sean Fitzgerald                                                                          | Sieg/KO 6. Runde                                   |
| 1993                                                                            | 14. Dezember  | Hollywood Casino, Bay St. Louis, Mississippi, USA                       | Tony Menefee                                                                             | Sieg/TKO 8. Runde                                  |
| 1994                                                                            | 22. Februar   | Marseille, Frankreich                                                   | Carlos Montero                                                                           | Punktesieg (einstimmig)/10 Runden                  |
| 1994                                                                            | 29. März      | Hollywood Casino, Bay St. Louis, Mississippi, USA                       | Terry Thomas                                                                             | Sieg/TKO 4. Runde                                  |
| 1994                                                                            | 25. Juni      | MGM Grand Garden Arena, Las Vegas, USA                                  | Vinny Pazienza                                                                           | Punkteniederlage (einstimmig)/12 Runden            |
| 1994                                                                            | 18. Oktober   | Hollywood Casino, Bay St. Louis, Mississippi, USA                       | Heath Todd                                                                               | Sieg/TKO 7. Runde                                  |
| 1995                                                                            | 14. Januar    | Boardwalk Hall, Atlantic City, New Jersey, USA                          | Vinny Pazienza                                                                           | Punkteniederlage (einstimmig)/12 Runden            |
| 1995                                                                            | 10. Juni      | Municipal Auditorium, Kansas City, Missouri, USA                        | Roni Martinez                                                                            | Sieg/TKO 7. Runde                                  |
| 1995                                                                            | 21. Dezember  | Fort Lauderdale, Florida, USA                                           | Wilbur Garst                                                                             | Sieg/TKO 4. Runde                                  |
| 1996                                                                            | 20. Februar   | Mahi Temple Shrine Auditorium, Miami, Florida, USA                      | Ray Domenge                                                                              | Punktesieg (einstimmig)/10 Runden                  |
| 1996                                                                            | 22. Juni      | Etess Arena, Atlantic City, New Jersey, USA                             | Hector Camacho Sr.                                                                       | Punkteniederlage (einstimmig)/12 Runden            |
| 1996                                                                            | 31. August    | Gimnasio Nuevo Panama, Panama-Stadt, Panama                             | Ariel Cruz                                                                               | Sieg/KO 1. Runde                                   |
| 1996                                                                            | 27. September | Mountaineer Casino, Racetrack and Resort, Chester, West Virginia, USA   | Mike Culbert                                                                             | Sieg/TKO 6. Runde                                  |
| 1997                                                                            | 15. Februar   | Mar del Plata, Buenos Aires, Argentinien                                | Jorge Fernando Castro                                                                    | Punkteniederlage (einstimmig)/10 Runden            |
| 1997                                                                            | 14. Juni      | Gimnasio Nuevo Panama, Panama-Stadt, Panama                             | Jorge Fernando Castro                                                                    | Punktesieg (einstimmig)/10 Runden                  |
| 1997                                                                            | 15. November  | Carousel Hotel & Casino, Temba, Südafrika                               | David Radford                                                                            | Punktesieg (einstimmig)/8 Runden                   |
| 1998                                                                            | 31. Januar    | Gimnasio Nuevo Panama, Panama-Stadt, Panama                             | Felix Jose Hernandez                                                                     | Punktesieg (einstimmig)/10 Runden                  |
| 1998                                                                            | 28. August    | Las Vegas Hilton, Las Vegas, USA                                        | William Joppy WBA-Mittelgewicht-Weltmeisterschaft                                        | Niederlage/TKO 3. Runde                            |
| 1999                                                                            | 6. März       | Mar del Plata, Buenos Aires, Argentinien                                | Omar Gonzalez                                                                            | Punkteniederlage (einstimmig)/10 Runden            |
| 2000                                                                            | 16. Juni      | Gimnasio Nuevo Panama, Panama-Stadt, Panama                             | Pat Lawlor                                                                               | Punktesieg (einstimmig)/12 Runden                  |
| 2000                                                                            | 12. August    | Yakama Indian Reservation, Toppenish, Washington, USA                   | Patrick Goossen                                                                          | Punktesieg (einstimmig)/10 Runden                  |
| 2001                                                                            | 14. Juli      | Pepsi Center, Denver, Colorado, USA                                     | Hector Camacho Sr.                                                                       | Punkteniederlage (einstimmig)/12 Runden            |